# 片桐はづき
片桐 はづき（かたぎり はづき、1984年2月16日 - ）は、千葉県出身の女優。フォセット・コンシェルジュ所属。

## プロフィール
- 血液型：B型
- 身長：156cm
- 胸囲80cm
- 胴囲56cm
- 腰囲83cm
- 靴23.5cm
- 趣味：乗馬　百人一首　アマチュア無線
- 資格：普通自動車第一種免許　アマチュア無線第4級　乗馬ライセンス第5級

## 来歴・人物
日本工学院専門学校・演劇俳優科・舞台俳優コース卒業。
工学院卒業後数年はフリーで舞台を中心に活動し、2009年6月よりフォセット・コンシェルジュに所属。
活動の主軸を置く舞台では主演・チラシモデルなど多数務める。主な出演劇団はX-QUEST、電動夏子安置システム、rorian55?、箱庭円舞曲、柿喰う客。年7本程舞台に出演する傍らで、ドラマ・CM・映画・モデルなど活動の幅を広げている。ハスキーな声と細身を生かした中性的な魅力が特徴。

## 舞台
- 紀伊国屋提携公演『用明天王職人鏡』新宿紀伊国屋ホール
- グリッドロック・ペペロンチーノ『ディテクティブ少年フラッシュバック』西荻WENZスタジオ
- X-QUEST『ショート・パッケージ』東京芸術劇場小ホール1
- 電動夏子安置システム『品川宿　岩門屋怪談』王子小劇場
- 電動夏子安置システム『劣情もよおす六面体』中野ウエストエンドスタジオ
- X-QUEST『(鬼と悪魔のファンタジー)』主演中野ザ・ポケット
- 電動夏子安置システム『煽動屋合戦』アイピット目白
- コマツ企画『ザッツ！コマツ祭』早稲田大学学生会館
- X-QUEST『イヌのチカラ』東京芸術劇場小ホール1
- 電動夏子安置システム『Performen参』新宿シアターモリエール
- X-QUEST『色彩組曲-Rimix-』主演シアターグリーン・メインホール
- コマツ企画『アガスティアの葉』アイピット目白
- X-QUEST『EVE〜歴史の傍観者〜』アイピット目白
- rorian55?『ノイズ・オフ』シアターグリーン・メインホール
- X-QUEST『剣狼-Kenroh-』主演東京芸術劇場小ホール1
- X-QUEST『エロドラマ』サンモールスタジオ
- 箱庭円舞曲『大人なのにバカ』サンモールスタジオ
- 演劇キックプロデュース『レミゼラブ・ル』新宿シアターアプル
- 箱庭円舞曲『focus#2「箱」』渋谷ギャラリール・デコ
- X-QUEST『金と銀の鬼』シアターVアカサカ
- 神様プロデュース『月とテロル』王子小劇場
- 電動夏子安置システム『Жehopman（ジェノルマ）』シアターグリーン・ベースシアター
- 柿喰う客〜お台場SHOW GEKI城参加〜『親兄弟にバレる』お台場フジTVマルチシアター
- X-QUEST〜島国演劇祭参加〜『狼少女ダルマ』池袋あうるすぽっと
- 箱庭円舞曲『恋人ができないが、もういい。』下北沢OFF・OFFシアター
- rorian55?『えっと、おいらは誰だっけ？〜Cash On Delivery〜』中野ザ・ポケット
- X-QUEST『森の風子』新宿シアターアプル
- 電動夏子安置システム『笑うフレゴリ』シアターグリーン・ベースシアター
- 箱庭円舞曲『メガネに騙された』下北沢OFF・OFFシアター
- 黒色綺譚カナリア派『義弟の井戸』シアタートラム
- 電動夏子安置システム『Performen IV』主演シアターグリーン・BOXinBOX THEATER
- 劇団コーヒー牛乳最終公演『ジプシー』新宿シアターモリエール
- 柿喰う客　第15回公演『悪趣味』シアタートラム

### テレビドラマ
- ドラマ24 『怨み屋本舗REBOOT』最終話「心の闇（後編）」

### 映画
- 三代川達第五回上映会 『三代川JRASSIC5』監督：三代川達

原宿キネアティック にて上映『パンティーの話』出演（2009年）

### CM
- NTTドコモ　携帯電話『505is』〜加藤あいと行進編〜（2003年）
- 任天堂ゲームキューブ『メイド・イン・ワリオ』（2003年）
- 日本テレビ 唐沢寿明プレゼンツ『記憶の力III』番組宣伝CM（2006年）

## 吹替え
- 夢幻 Pictures『不思議発見？！アメリゴさん』ちび太役（2007年）

## モデル
- X-QUEST『色彩組曲-Rimix-』舞台チラシモデル（2006年）
- アップフロントワークス・オデッセー主催演劇祭　X-QUEST『狼少女ダルマ』舞台チラシモデル（2008年）
- 中島真一作品集『スイートルーム』巻頭グラビア イメージフォト（2007年）
- 栗野大輔（世界理美容技術選手権2006年モスクワ世界大会でカラー賞銀賞）のヘアーカットショーモデル（2007年）
- 『第59回芸術祭全国大会カットスタイリング部門』サロンニューズマガジン賞受賞＜スタイリスト本山恵＞（2009年）